# Мустени
Мустени или Муштени (грч. Μουσθένη) је насељено место у  општини Кушница у периферији Источна Македонија и Тракија, Грчка. Према попису из 2021. године било је 569 становника.
Према бугарском географу и историчару, Василу Канчову, у Мустенију је 1900. године живело 1.300 Грка и 900 Турака. Године 1924. турско становништво је принудно исељено у Турску а на њихово место је насељено 983 грчких избеглица. На попису из 1928. године Мустени је имао 1.655 становника.